# La espada de fuego
La Espada de Fuego es una novela de fantasía épica, la primera escrita por el autor español Javier Negrete. Este trató de publicarla a los 17 años bajo el título de La jauca de la buena suerte, pero no recibió respuesta por parte de las editoriales. Defraudado, la guardó en un cajón hasta que decidió retomarla, reescribiéndola completamente.

## Sinopsis
Se trata de una historia fantástica que gira en torno a Zemal, la legendaria espada de fuego forjada por los dioses, máximo símbolo de poder y la mayor aspiración de todo guerrero. Muerto su anterior portador, comienza la carrera entre siete aspirantes para hacerse con ella. Los más grandes maestros de la espada, los tahedoranes, tendrán que enfrentarse entre ellos por el premio final.

## Secuelas
Tras el éxito de La Espada de Fuego, en 2005 se publicó la segunda parte de esta tetralogía: El espíritu del mago, que fue seguida posteriormente por El sueño de los dioses (2010) y El corazón de Tramórea (2011). Entre las cuatro obras conforman la Saga Tramórea.